# Electric City (Washington)
Electric City es un pueblo ubicado en el condado de Grant en el estado estadounidense de Washington. En el año 2010 tenía una población de 968 habitantes y una densidad poblacional de 658,8 personas por km².

## Geografía
Electric City se encuentra ubicada en las coordenadas 47°55′51″N 119°2′10″O / 47.93083, -119.03611.

## Demografía
Según la Oficina del Censo en 2000 los ingresos medios por hogar en la localidad eran de $42.321, y los ingresos medios por familia eran $47.969. Los hombres tenían unos ingresos medios de $46.667 frente a los $20.288 para las mujeres. La renta per cápita para la localidad era de $19.388. Alrededor del 12,4% de la población estaban por debajo del umbral de pobreza.

## Personas destacadas
- Dennis Oppenheim